# 圖爾基區

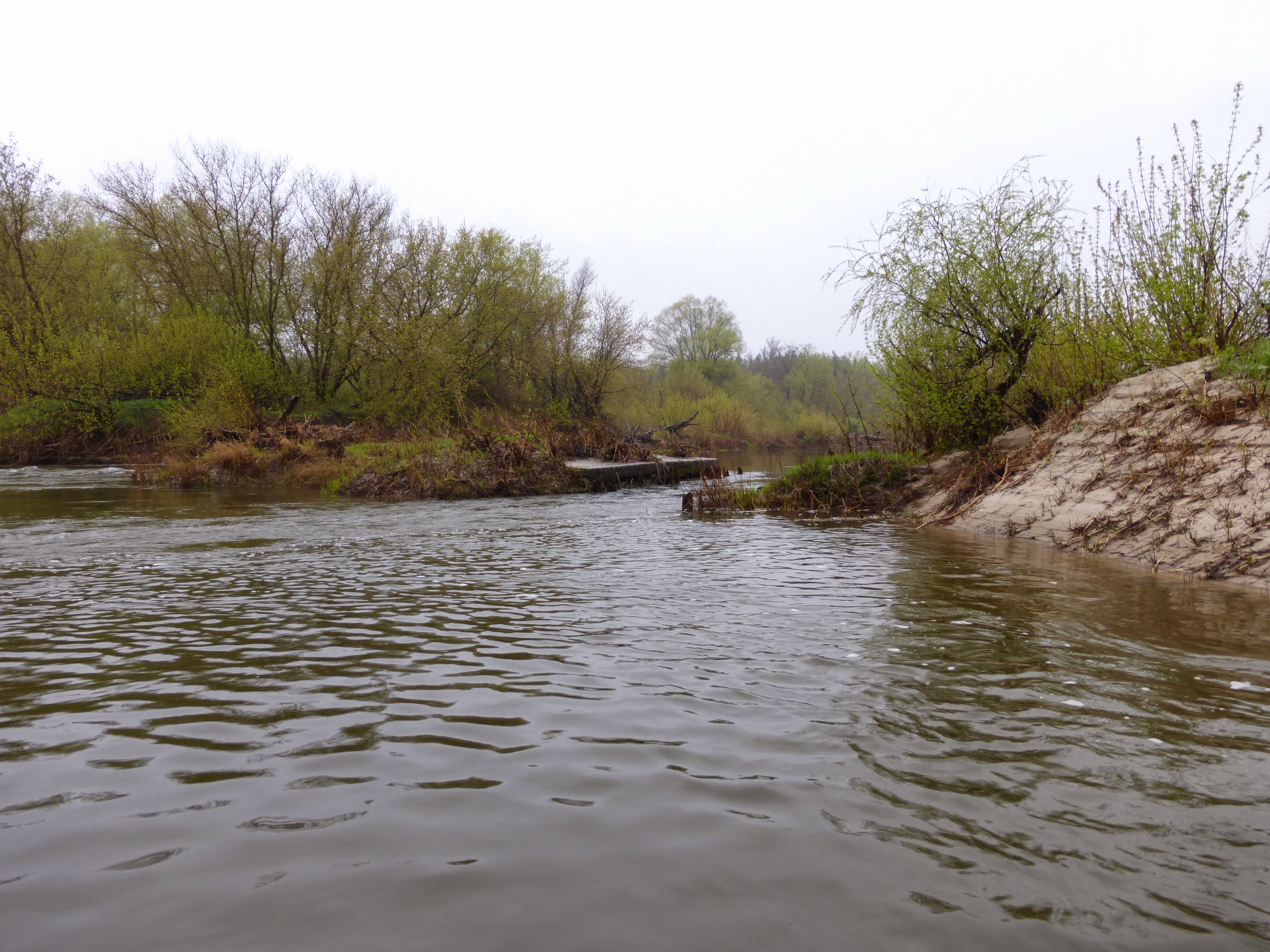

51°59′03″N 43°16′17″E / 51.98417°N 43.27139°E
圖爾基區（俄语：Турковский район），是俄羅斯的一個區，位於該國西南部，由薩拉托夫州負責管轄，面積1,400平方公里，2010年人口12,834，人口密度每平方公里9.17人。